# Ораховице (Республика Сербская)
Ораховице (серб. Ораховице / Orahovice) — село в общине Билеча Республики Сербской Боснии и Герцеговины. В настоящее время село необитаемо.